# Scopula beckeraria
Scopula beckeraria là một loài bướm đêm trong họ Geometridae.